# Motoki Takagi
Motoki Takagi (高城 元気 Takagi Motoki?,  Prefectura de Kanagawa, Japón, 4 de octubre de 1980) es un actor de voz japonés, afiliado a I'm Enterprise.

## Filmografía
Los roles principales están en negrita.

### Anime
2003
- Princess Tutu como Umazurakoo Morinosuke
- Inuyasha como Joven Miroku

2004
- Futakoi como Nozomu Futami

2005
- Ueki no Hōsoku como Hayao Adachi
- Gallery Fake como Haruo Kikushima
- Damekko Dōbutsu como Uruno
- Pokémon Advance como Koroku
- Loveless como Loveless

2006
- Demashita! Powerpuff Girls Z como Pepper Monster

2007
- Ef: A Fairy Tale of the Two como Renji Asō
- Claymore como Raki
- Sōten no Ken como Guang-Lin Pan (joven)
- Taiho Shichauzo como Yano
- Toward the Terra como Jonah Matsuka

2008
- Ef: a tale of melodies. como Renji Asō
- Birdy the Mighty: Decode como Masayuki Hazawa
- Neo Angelique Abyss como Kai
- Hayate no Gotoku! como Male Classmate
- Persona Trinity Soul como Sōtarō Senō
- One Outs como Kurumizawa

2009
- Sōten Kōro como Yuan Shao (joven)
- Birdy the Mighty Decode:02 como Masayuki Hazawa

2010
- Tantei Opera Milky Holmes como Mori Arty
- Chu-bra!! como Kōta
- Hetalia: World Series como Hong Kong
- Stitch! como Heat

2011
- Hunter × Hunter como Sedokan & Cheetu
- Mawaru Penguindrum como Souya

2012
- Shin Sekai Yori como Mamoru Itō (14 años)
- Tantei Opera Milky Holmes Dai-Ni-Maku como Mori Arty
- Brave10 como Yuri Kamanosuke

2013
- Star Blazers 2199 como Tōru Hoshina
- Saint Seiya Ω como Rhea
- Hunter × Hunter como Cheetu
- Makai Ōji como Isaac Morton
- Joujuu Senjin!! Mushibugyo como Yuri Kamanosuke

2014
- Jinsei como Yōichi Ōba

2016
- The Kindaichi Case Files como Ryō Nashimura
- Sakamoto desu ga? como Kōichi

2017
- Chibi Maruko-chan como Saitō
- Doraemon como Hoshibito

### CD dramas
- Aijin Incubus (Romio Aira)
- News Center no Koibito (Yuzuki Kojima)
- Yurigaoka Gakuen series 1: Heart mo Ace mo Boku no Mono (Jin Houjou)
- Yurigaoka Gakuen series 2: Kimidake no Prince ni Naritai (Jin Houjou)

### Videojuegos
- Super Mario Bros. como Hermano Martillo
- Dragon Ball Xenoverse como Patrullero del Tiempo (número 3)
- Touken Ranbu como Mouri Toshirou

### Tokusatsu
2017
- Uchū Sentai Kyuranger como Wunjet  (ep. 36)

### Doblaje
- Hot Wheels AcceleRacers como Vert Wheeler
- Hot Wheels World Race como Vert Wheeler